# COVID-19-Pandemie in Kuba
Die COVID-19-Pandemie in Kuba trat als regionales Teilgeschehen des weltweiten Ausbruchs der Atemwegserkrankung COVID-19 auf und beruht auf Infektionen mit dem Ende 2019 neu aufgetretenen Virus SARS-CoV-2 aus der Familie der Coronaviren. Die COVID-19-Pandemie breitete sich seit Dezember 2019 von China ausgehend aus. Ab dem 11. März 2020 stufte die Weltgesundheitsorganisation (WHO) das Ausbruchsgeschehen des damals neuartigen Coronavirus als Pandemie ein.

## Situation
Die Ausbreitung des Virus in Kuba stellte das Gesundheitssystem der sozialistischen Karibikinsel auf die Probe. Ursprünglich von Touristen und aus dem Ausland zurückreisenden Kubanern auf die Insel gebracht, hat sich das Virus rasch über die ganze Insel verbreitet.
Das Land verfügt zwar über ein breites Gesundheitssystem mit einer sehr hohen Ärztedichte. Gleichzeitig leidet die medizinische Versorgung jedoch unter einem Mangel an Ausrüstung und Medikamenten. Hinzu kommen teils dramatische Versorgungsengpässe, auch bei sanitären Produkten oder der Wasserversorgung. Aufgrund der hohen Altersstruktur gilt rund ein Viertel der Bevölkerung als Risiko-Gruppe. Trotz der kritischen Lage auf der Insel selbst hat Kuba Ärzte-Brigaden zur Bekämpfung der COVID-19-Epidemie in eine Reihe von Ländern entsandt, unter anderem nach Norditalien und in zahlreiche Karibikstaaten.
Kubas schwierige wirtschaftliche Situation wird durch die Pandemie verschärft, da sie zum Einbruch des wichtigsten Wirtschaftszweiges des Landes, des Tourismus, geführt hat. Die Regierung hat Lock-Down-Maßnahmen ergriffen. Zur Notversorgung der Bevölkerung hat sie verstärkt Nahrungsmittel und Sanitärprodukte dem freien Verkauf entzogen und in die Verteilungswirtschaft des Rationierungssystems überführt. Dennoch ist die Versorgungslage extrem prekär und verschlimmert sich zusehends.
Auch die speziell für Kuba übliche Individualversorgung mittels privater Pakete aus dem Ausland war blockiert, zumindest die Deutsche Post hatte den Versand nach Kuba, beginnend Mitte 2020, länger als ein Jahr ausgesetzt.

## Verlauf und Maßnahmen
Am 11. März 2020 wurden die ersten drei COVID-19-Fälle in Kuba bestätigt. Die Infizierten waren italienische Touristen. Sie wurden am Pedro Kouri Tropical Medicine Institute in Havanna unter Quarantäne gestellt. Bereits am 12. März wurde ein vierter Fall bestätigt. Es handelte sich um einen Kubaner, dessen Frau am 24. Februar aus Mailand zurückgekehrt war und am 27. Februar Symptome zeigte. Der Ehemann hatte am 8. März begonnen, Symptome zu zeigen. Beide wurden getestet und nur der Mann war positiv. Die Frau wurde als negativ eingestuft, da die Krankheit wohl bereits ausgeheilt war.
Am 16. März 2020 erhielt das Kreuzfahrtschiff MS Braemar mit über 1000 Passagieren und Besatzungsmitgliedern die Erlaubnis, in Kuba anzulegen, nachdem dies von den Bahamas abgelehnt worden war. Mindestens fünf Passagiere wurden positiv auf COVID-19 getestet. Britische Staatsbürger konnten Flüge nach Hause nehmen, nachdem beide Regierungen eine Einigung über ihre Rückführung erzielt hatten. Bis zum 17. März wurden laut kubanischer Behörden sieben Infektionen im Land bekannt.
Am 18. März 2020 stieg die Anzahl der bestätigten Fälle auf 10 und der erste COVID-19-bedingte Todesfall wurde bekannt gegeben. Es starb ein Mann, der einer der ersten drei bestätigten Infektionsfälle im Land war. Bis zum 19. März stieg die Anzahl der bestätigten Fälle auf 16 Infektionen. Bis zum 19. März gab es laut kubanischer Behörden 16. Infektionen im Land.
Am 20. März 2020 gab es laut kubanischer Behörden 21 Infektionen und es wurde angekündigt, dass Kuba mit Wirkung zum 24. März die Einreise ins Land nur noch auf Staatsbürger und Anwohner beschränken wird. Nur kubanische Einwohner dürfen in der Folge einreisen, wenn sie nicht länger als 24 Monate außerhalb Kubas waren, sowie Ausländer, die auf der Insel leben.
Am 22. März 2020 wurden vom kubanischen Gesundheitsministerium 35 Coronavirus-Infektionen auf der Insel bestätigt sowie 950 Verdachtsfälle, die in Quarantäne überwacht werden. Am 23. März stieg die Zahl der Infektionen laut kubanischer Behörden auf 48 Infektionen.
Bis zum 30. März 2020 stieg die Zahl der bestätigten Coronavirus-Fälle auf 170 Infektionen, darunter vier Todesfälle.
Mit Wirkung vom 1. April 2020 um Mitternacht setzte Kuba die Ankunft aller internationalen Flüge aus. Am 4. April gaben die Behörden in Kuba bis dahin 288 Coronavirus-Infektionen bekannt. Bereits Mitte April wurden rund 1.000 Fälle von Infizierungen gezählt.
Bis zum 22. April 2020 wurden von der WHO insgesamt 1137 Fälle gemeldet, darunter 38 Todesfälle. Seither verschlimmerte sich die Situation.
Ab Mitte 2021 wurde mit den in Kuba entwickelten SARS-CoV-2-Impfstoffen Soberana-2 und Abdala die Bevölkerung immunisiert.
Mitte des Jahres 2021, zum Höhepunkt der Delta-Welle und als noch nur wenige in Kuba geimpft waren, war das Gesundheitssystem in Kuba praktisch zusammengebrochen. Die Krankenhäuser konnten die Massen an Patienten nicht mehr bewältigen und die Friedhöfe kamen mit den Bestattungen nicht nach. Während die offizielle Presse versuchte, die Dramatik herunterzuspielen, waren die sozialen Medien voll von Hilferufen. Obwohl laut offizieller Statistik bis Juli 2022 insgesamt nur rund 8500 Menschen in Folge einer Covid-Infektion starben, wies Kubas Statistikamt ONEI für das Jahr 2021 eine Übersterblichkeit von 52.000 Personen aus, was ungefähr 50 % entspricht. Damit gehört Kuba diesbezüglich zu den am stärksten betroffenen Ländern der Welt. Auch die Kindersterblichkeit erhöhte sich um etwa den gleichen Faktor.

## Impfung
Kuba ist das kleinste Land der Welt, das einen eigenen Covid-19-Impfstoff entwickelte. Die Impfstoffe Soberana-2 und Abdala wurden entwickelt und für Massenimpfkampagnen verwendet; bis Ende Juni 2021 wurden im Land fast 5 Millionen Impfungen verabreicht, wobei 20 Prozent zumindest eine erste Impfung erhalten hatten. Geimpft wurde ab einem Alter von zwei Jahren. Anfang Dezember des Jahres meldete man, dass rund 83 % der Bevölkerung vollständig, mit 3 Dosen, geimpft seien. Anfang März 2022 war man bei 90 %. Ende November 2021 begann man mit Auffrischimpfungen.
Gleichzeitig wurden vorläufige Ergebnisse von Studien zur Wirksamkeit des Impfstoffs veröffentlicht. Demnach hat Soberana-2 eine Wirksamkeit von 62 % nach der zweiten Dosis, was die Anforderungen der Weltgesundheitsorganisation übertrifft, um als funktionaler Impfstoff anerkannt zu werden. Es waren drei Dosen geplant, und es wurde erwartet, dass die Wirksamkeitsergebnisse nach der dritten Dosis noch höher sein würden. Für den Abdala-Impfstoff wurde eine Wirksamkeit von 92,28 % nach der dritten Dosis berichtet. Diese Ergebnisse bedeuteten einen großen Erfolg für die kubanische Strategie, sich auf die nationale Entwicklung von Covid-19-Impfstoffen zu verlassen, die eine ausreichende Versorgung der nationalen Bevölkerung mit Dosen garantierten. Die Zulassung seiner Impfstoffe Soberana 02, Soberana Plus und Abdala hat Kuba bei der Weltgesundheitsorganisation (WHO) beantragt, jedoch stockt der Zulassungsprozess aufgrund verschiedener Probleme. Die eigene Impfstoffentwicklung kostete Kuba rund die Hälfte des jährlichen Gesundheitsbudgets und wird als Mitursache für den extremen Arzneimittelmangel genannt, der in den Jahren 2021 und 2022 in Kuba herrschte.
Allerdings wurde Kubas Impfstrategie auch kritisch gesehen. Obwohl die Studien zu Wirksamkeit und Sicherheit der Impfstoffe noch nicht abgeschlossen waren, wurden bereits große Teile der Bevölkerung, wie zum Beispiel Mitarbeiter des Gesundheitswesens, regulär geimpft. Kubas Offizielle hielten dagegen, dass man, im Gegensatz zu den westlichen Impfstoffen, die vorwiegend auf neuen Technologien beruhten, auf bekannte Verfahren setzte, von denen man wisse, dass sie sicher seien.
Letztendlich wird die kubanische Impfstrategie zumindest als Teilerfolg bewertet. Nachdem das Gesundheitssystem mit der Covid-Delta-Welle Mitte 2021 zusammenbrach, bekam man das mit der Durchimpfung der Bevölkerung bis Ende des Jahres mit den eigenentwickelten Impfstoffen wieder in den Griff.

## Statistik
Die offiziell gemeldeten Fallzahlen entwickelten sich während der COVID-19-Pandemie in Kuba wie folgt:

### Infektionen

Bestätigte Infektionen in Kuba nach Daten der WHO. Oben kumuliert, unten Tageswerte

### Todesfälle

Bestätigte Todesfälle in Kuba nach Daten der WHO. Oben kumuliert, unten Tageswerte